# 角頭2：王者再起
《角頭2：王者再起》（英語：Gatao 2: Rise of the King）是一部2018年的臺灣黑幫電影，由顏正國執導，王識賢、鄒兆龍、鄭人碩、高捷等人領銜主演，於2018年2月14日上映。本片入選第20屆義利烏迪內遠東影展。

## 劇情
仁哥是臺北市中山區「北館」角頭的一位幫派幹部。「北館」從事圍標工程及酒店、Pub、按摩院經營等事業。北館的主事者是貴董，仁哥是貴董的第一猛將，其手下有以阿慶、阿超、宗保、胖達及潘帥等五虎將為首的大批兄弟。
仁哥以前的換帖兄弟劉健約仁哥一敘，但居然在臺北東區公開開槍，原來是劉健被舉發為流氓，將被管訓，以鬧事抒發不滿。三年後，管訓完畢的劉健不知為何取得大筆資金，創立新興幫派「健合會」，以「健德集團」為名販賣健康食品為幌子，實際上從事進口毒品。富裕多金，吸納了「壞壞」、「阿標」等幫眾。
北館鄰居角頭「北城」主事者憨春昏庸無能，仁哥派遣刺客在溫泉會館中殺了北城大老「虎義」，之後劫持憨春並欲除之，想要掠奪「北城」地盤，但貴董說自己跟憨春已故之父「哈達」換帖過，強迫仁哥放人。
劉健也對「北城」動起歹念，多次要求憨春合作販毒不成，便派出二當家壞壞與阿標會談，會談過程阿標見憨春不搭理壞壞，於是用西瓜刀砍斷憨春右手全部指頭，並戴上頂樓見劉健，劉建再次表示是否合作，憨春表示不願意，最後被健合會幫眾從大樓樓頂推下樓致死，經此事後劉健將北城兄弟收歸己有。在憨春的告別式後，劉健與仁哥碰面，提出在北館的地盤販毒，仁哥謙稱自己不懂國際贸易。但阿超為了賺快錢，在壞壞的引誘下找上劉健，想加入販毒，劉健便藉機把阿超痛打一頓，還把仁哥叫來羞辱了一番。仁哥救出阿超後便想離開，但阿標挑起兩方人馬激戰，壞壞欲對仁哥開槍，重傷的阿超為仁哥擋下子彈而犧牲。
仁哥原打算尋仇，但貴董不同意，仁哥便只授意阿慶「好好處理」。阿慶於是夜襲了剛從酒店「氣氛」（臺語黑話，在酒桌上吸毒）出來的壞壞，阿慶砍斷壞壞的手，胖達隨後了結了他的性命。健合會因此授意北城向北館宣戰，最終引發大型鬥毆，阿標則乘亂捉到落單的胖達，把他倒吊凌虐後火刑燒死，並封屍入桶。中山警分局的分局長告知仁哥不要私下解決；另一方面，情治單位高層「高副局長」也警告劉健，不得再引發腥風血雨。
仁哥忍無可忍，依然派人行刺劉健，在關帝廟率幫眾抽生死籤，抽出宗保當殺手，潘帥則擔任宗保的司機，過程中宗保膽怯逃跑，潘帥被圍困，則為了逃出生天而胡亂開槍，打死一名健合會小弟後逃跑。因殺人遭到黑白兩道通緝的潘帥，在仁哥安排下跑路，偷渡到廣東珠海、東莞藏身。但跑路的潘帥思鄉情切，無法忍受追訴期20年而跳樓。
貴董見到兩方事態不可收拾，便宴請議員、警官、各路黑幫老大及劉健來聚餐和談，劉健直接羞辱貴董無力管束仁哥。宴後，阿慶一直堅持要與劉健開戰，貴董一氣之下心臟病發作，阿慶卻在一剎那的惡念之間，不幫貴董拿硝化甘油，眼睜睜看著貴董心肌梗塞而亡。
小弟紛紛被害，老大又猝逝，仁哥一怒單槍匹馬找劉健一決生死，但劉健卻把仁哥交給幫眾處決，自己離開。劉健與高副局長會面，高副局長表示「老闆娘」決定放棄劉健了，劉健大怒，命阿標殺了高副局長。此時北館的眾兄弟蜂擁進場救出仁哥，與健合會及北城兄弟展開激烈槍戰，北館取得了最終勝利，但阿慶等兄弟也因此入獄服刑。
仁哥回憶了與劉健的相識過程。當年仁哥是個年輕的北館兄弟，救了在釣蝦場被圍毆的劉健，劉健想包紅包答謝仁哥，仁哥婉拒，只問劉健要不要跟他混幫派，諷刺的是，當時劉健卻說要繼續升學。
鏡頭回到劉健與高副局長會面當天，阿標調轉槍口，殺了劉健。

## 演員列表

### 主要角色
| 演員                | 角色           | 介紹 |
| 王識賢 少年：鍾唐綸 | 高國仁（仁哥） | 北館實際的掌權者，是老大貴董最信任的屬下，做事穩重，但也充滿野心，積極希望成為新一代霸主，也有凶狠的一面，只要他和手下們說對敵人「好好處理」，手下們就知道必須讓敵人消失。無奈受限於如父的老大貴董壓制，曾是結拜兄弟的劉健重現江湖，不擇手段向他逼近（《角頭—浪流連》中由柯叔元飾演）。 |
| 鄒兆龍 少年：陳昊森 | 劉健（David）  | 健合會老大，思想新潮不願守舊，講究穿著打扮，自年輕就充滿謀略，一步步精準規劃自己未來稱王之路。出獄後開始以販毒為金錢來源，對於凡是阻擋利益的人，必將他送往死路，結局卻是遭小弟阿標的背叛而被槍殺。                                                                                      |
| 鄭人碩              | 林玉慶（阿慶） | 北館五虎將之首，非常有大將之風，也非常能理解仁哥「上有貴董下有小弟」的難處。眼看仁哥極度壓抑自己，他決定激發仁哥的野性，卻也造成兩人之間的巨大矛盾。他對於仁哥死忠，必要時犧牲自己也在所不惜。在最後為救出仁哥，槍戰後與宗保被捕入鐵窗。                                                |

### 北館
| 演員   | 角色           | 介紹 |
| 高捷   | 陳金貴（貴董） | 北館角頭創始人，也是阿仁最敬重的大哥，目前淡出江湖，將大事由仁哥處理。自己半退休，地位猶如士紳，將“以和為貴”四個字作為人生準則，待仁哥如子，心臟病突發，阿慶刻意延誤救治而身亡。《角頭》中的警官嘴鬚伯是貴董的雙胞胎弟弟。其角色範本為前十大槍擊要犯藍元昌。                                       |
| 黃尚禾 | 陳國超（阿超） | 仁哥的二把手，北館五虎將之一，五虎將中排行第二，追隨仁哥時長最久，是仁哥旗下心腹猛將，但個性愛慕虛榮，能為錢做出任何事情的人；另一方面，他是一個孝順的孫子，獨立撫養祖母（阿嬤），做大小事都會立刻想到阿嬤，在他忙時，五虎將也都會協助他照顧阿嬤。在釣蝦場火拼中因為負傷保護仁哥而被壞壞槍殺身亡。 |
| 張再興 | 游宗保         | 北館五虎將之一，與阿慶同時期加入北館，雖然是孤兒，但有浪蕩子弟之姿，愛開玩笑，為人自戀，似花花公子。表面兇狠，卻在刺殺劉健關鍵時刻膽怯逃亡，而這也間接害死了潘帥。為救出仁哥，與阿慶一同被捕入獄。                                                                                                 |
| 吳震亞 | 郭智達（胖達） | 北館五虎將之一，五兄弟中最為強悍，來自花蓮縣吉安鄉的原住民，青少年時期翹家到臺北後就跟著仁哥，備受他的照顧，因此對他忠心耿耿。個性憨厚溫和，富幽默感，但身材魁梧，力氣很大。爲好兄弟阿超報仇殺死壞壞，而遭阿標報復，活活燒死並灌水泥封屍。                                                         |
| 唐振剛 | 潘忠偉（潘帥） | 北館五虎將之一，阿慶的手下，斯文無害的模樣，一點都不像黑道兄弟，即將與未婚妻宣宣結婚，原本過著幸福生活的他因為胞兄阿猛的死而跟隨阿慶加入北館，而一次在任務過程因為宗保的膽怯，害他陰錯陽差殺了人，只能過著逃亡生活，在萬念俱灰而跳樓自殺身亡。其角色範本為前十大槍擊要犯、綽號「小馬哥」的楊瑞和。 |
| 狄鶯   | 貴嫂           | 北館角頭創始人貴董的妻子，陪伴在貴董身邊，凡事以大局為重，八面玲瓏的身段替貴董平定不少江湖事。 |
| 曾珮瑜 | 邱美娟（仁嫂） | 仁哥的妻子，薄施脂粉但落落大方，個性溫柔賢淑，與他結婚十年來，百般無奈與擔心他的安危，卻仍然守護著愛人的面子與尊嚴，是眾人心目中敬重的大嫂。 |
| 李依瑾 | 高俞霏（霏霏） | 仁哥的親妹妹，總是頂著大濃煙燻妝，潑辣又反骨的個性讓阿慶很煩惱，和阿慶曾是一對戀人，但在兩人分手之後仍深愛著阿慶，用盡各種方式明示暗示著希望阿慶退出角頭。在阿慶被捕入鐵窗後為等他出獄而甘願為他守活寡。 （因電影片長關係未登場，僅在正片裡以客串方式出現）                                        |
| 林世融 | 阿柱           | 北館骨幹成員，阿超手下，仁哥的近身保鑣。率領小弟於浴池中刺殺虎義，後來在最後戰役中與阿慶、宗保一同被警方逮捕。 |
| 孫綻   | 阿明           | 北館骨幹成員，阿超手下，阿柱的好兄弟。 |
| 朱進新 | 羅叔           | 北館元老，貴董的助手。 |
| 林煜翔 | 徐子翔         | 北館成員，於片尾和仁哥一同前往監獄探視阿柱。 |

### 健合會
| 演員   | 角色           | 介紹 |
| 黃騰浩 | 李銳標（阿標） | 劉健的貼身保鑣，武藝高超，壓抑不多話，因犯下連續重傷害罪入獄，於獄中跟隨劉健，從此忠心耿耿。但可能已經受到情治單位的吸收，槍殺劉健之後便下落不明。                           |
| 古斌   | 陶向元（壞壞） | 劉健的左右手，健合會中最瘋狂的武將，流連各大夜店玩樂。喜歡吸毒、製毒，受過阿標的幫助，與阿標有革命情感。因為槍殺阿超的關係而被五虎將尋仇，先被阿慶砍斷右手，最後被胖達刺殺。 |
| 孫國豪 | 惡魔（Diablo） | 劉健的國際幕僚，幫忙劉健與國外廠商做語言溝通，是一名華僑及語言天才，英、日、韓語言皆難不倒他，最後在與北館火拚時身中多槍倒下。                                               |
| 林道禹 | 宇道           | 健合會小弟，最後在與北館火拼時身中多槍倒下。於《角頭—浪流連》中提及本名宇道，是壞壞的高中同學及好友。                                                                        |

### 北城
| 演員   | 角色           | 介紹 |
| 陳萬號 | 郭林春（憨春） | 北城老大，因繼承父位而當上老大，自認天之驕子，為人直爽，頭腦簡單，很愛吹噓，後遭嗜血重利的健合會刺殺，墜樓慘死。                   |
| 張煥麟 | 虎義           | 北城大老，與憨春一起管理北城。因仁哥急於開疆拓土，便派人將他在溫泉池內刺殺。                                                       |
| 張曦帆 | 張曦帆（稀飯） | 北城小弟，頭腦聰明，替憨春掌管北城大小事。在憨春所屬的北城風雲變色後，進而投靠健合會，替劉健做事。最後在與北館火拚時身中多槍倒下。 |
| 陳政文 | 傑威（JV）     | 北城小弟，與大哥稀飯一起為憨春賣命，是北城最會打的武將之一。最後在與北館火拚時身中多槍倒下。                                       |

### 政府單位
| 演員   | 角色     | 介紹 |
| 樓學賢 | 高副局長 | 身為情治單位高層，卻勾結黑道健合會的劉健，企圖要控制整個大臺北的黑幫勢力。與劉健的溝通漸趨失效，局面越來越失控，讓高副局長的頂頭上司“老闆娘”不滿，最後命阿標刺殺了劉健。 其原型為前國防部軍事情報局第三處副處長陳虎門上校。 |
| 尹昭德 | 分局長   | 臺北市政府警察局中山分局分局長。從小看著地方角頭的阿仁、五虎將長大，與「北館」老大貴董是好友，兩人也常聯手合作一起維護地方秩序，屬警界中正義的一方。                                                                        |

### C哥門下
| 演員   | 角色        | 介紹 |
| 邵昕   | 昕哥（C哥） | 與阿仁都是北館一份子，年輕時候兩人常一起為了「北館」與別的角頭幫派車拼。C哥說話幽默風趣，喜歡與五虎將及北館其他小弟們話當年，最常炫耀自己以前只要開三槍就能打中五個人的英勇事跡，而現在仍舊寶刀未老的C哥，也在最後的一場戰役中為阿仁挺身而出。 |
| 嘎嘎   | 阿福        | C哥手下，福祿獸之一。（因電影片長關係未登場） |
| 李洛洋 | 小祿        | C哥手下，福祿獸之一。（因電影片長關係未登場） |
| 周定緯 | 情獸        | C哥手下，福祿獸之一。（因電影片長關係未登場） |

### 其他角色
| 演員   | 角色   | 介紹 |
| 許維恩 | 唐玲   | 鋼琴酒吧的老闆娘，是仁哥的二奶，妝點美豔、長袖善舞的輕熟女，既懂事又明事理，對仁哥無限愛慕，讓她願意為仁哥成為永不見光的地下情人。                                                     |
| 王宣   | 宣宣   | 北館五虎將潘帥的未婚妻，天真善良，與潘帥育有一子，期待能與潘帥舉辦浪漫婚禮，過平凡安逸的生活，但始終未能如願。在得知潘帥自殺後，傷痛欲絕，並在潘帥的後事中，與北館眾人斷絕關係與往來。 |
| 呂雪鳳 | 阿超嬤 | 阿超的阿嬤，辛苦將阿超拉拔長大，雙眼因疾病近乎全盲。在阿超的阿公忌日時因阿超沒有來而感到失望，但其實阿超的塔位就在阿公的旁邊。                                                         |
| 林真亦 | 美娜   | 跟「壞壞」的紅粉知己，有吸毒習慣，點火燒死被倒吊的郭智達替壞壞復仇。原名為曉波，是一名女警，卻因涉毒遭警方汰除。                                                                       |

### 客串
| 演員   | 角色 | 介紹 |
| 蔡振南 | 勇桑 | 「頂庄」角頭老大，貴董的老友。地方上受人敬重的角頭老大。參照《角頭》。                                           |
| 孫鵬   | 清楓 | 「頂庄」第二號人物、勇桑手下的頭號大將。沉穩幹練、敢衝敢拼、頭腦冷靜，既冷酷又熱情，既守舊又新潮。參照《角頭》。 |
| 顏正國 | 阿國 | 「頂庄」戰將、勇桑身邊的保鑣，「頂莊」最驍勇善戰的兄弟。參照《角頭》。                                           |

## 歌曲
| 曲別   | 演唱   | 歌名           | 備註                           |
| 插曲   | 羅大佑 | 《別後》       | 劉健於釣蝦場KTV所唱            |
| 插曲   | 陳政文 | 《老大借過》   | 西門町械鬥插曲                 |
| 插曲   | 荒山亮 | 《趁我還會記》 | 潘帥跳樓自殺時的插曲           |
| 插曲   | 蔡秋鳳 | 《金包銀》     | 片尾回味一幕，高捷在舞廳所演唱 |
| 片尾曲 | 陳政文 | 《悲歌》       |                                |
| 片尾曲 | 陳政文 | 《關老爺》     |                                |

## 電影取景
- 台北市陽明山前山公園公共浴池（片中開場憨春拜把兄弟虎義被暗殺戲）
- 台北市農安街（片中北館事務所，也就是北館大本營）
- 台北市中山區後備軍人輔導中心前（片中檳榔攤戲碼）
- 新北烏來國際岩湯（片中北館泡溫泉及烤肉聚會）
- 新北貢寮捷年21會館（片中健合會會館，最後劉健被阿標槍殺身亡地方）
- 基隆市七堵區八德路（片中劉健與阿仁前往貨櫃場途經之路）
- 基隆七堵中華貨櫃場（片中健合會劉健邀阿仁看貨的地方）
- 新北五股久泰舊衣回收場（片中健合會毒品工廠，也是片中後段劉健相約阿仁談判敘舊鴻門宴、最後一場戰役劇情）
- 新北五股休閒釣蝦場（片中北館與健合會火拼及回憶裡少年阿仁與劉健相識地方）
- 台北市林森北路、新生北路二段交岔口（欣欣秀泰影城旁，片中北館與北城兩方人馬大械鬥戲碼）
- 台北信義區香堤大道（片中劉健與阿仁相約重逢地）
- 台北市中山區錦新大樓頂（片中憨春死亡戲）
- 台北市繽紛九樓vip1（片中「壞壞」酒店包廂毒趴地方）
- 台北金昌酒店門口（片中「壞壞」被刺殺身亡之地）
- 新北鶯歌宏州堆土場（片中砂石場，胖達被火刑的戲碼）
- 台北大龍街協天宮（北館五虎將抽生死籤戲碼）
- 基隆水湳洞漁港（片中北館五虎將燒紙錢、阿慶安排潘帥偷渡劇情）
- 台北市中山區農安街吾愛吾家大廈外（片中小吃店，北館五虎將聚會吃飯劇情）
- 台北賓王時尚旅店（片中酒家比照杏花閣打造，北館貴董過生日慶生聚會）
- 台北北投文物館（片中北館貴董力邀黑白兩道各路人馬談判場所）
- 台北伸適商務旅館總統套房（片中北館貴董家）
- 台北內湖遠雄晴空樹（片中北館阿仁家）
- 台北Le Fumoir B1（片中阿仁紅粉知己唐玲鋼琴酒吧）
- 台北內湖珮斯坦（片中潘帥陪同宗保進行暗殺劉健任務，之後不成反落跑。落入劉健圈套，潘帥開槍劇情）
- 台北萬華龍山商旅（片中宗保流亡處）
- 桃園中壢御奠園淨界紀念會館（片中憨春告別式會場）
- 桃園聖德寶塔（片中阿超阿嬤幫阿公做忌日，北館五虎將陪同並告知阿超已身亡劇情）
- 桃園大溪金面山聖德名園（片中貴董葬禮）
- 新北坪林法務部廉政署研習中心（片中阿慶坐牢會客，北館阿仁前去探監劇情）
- 中國大陸廣東珠海夜市（片中潘帥跑路之後，一人獨自思念家及昔日北館五虎將兄弟情誼回憶劇情）

## 票房
台灣方面，首日票房為新台幣550萬元；首週五天票房為新台幣4057萬元；次週票房累計至新台幣9251萬元；第三週票房累計至新台幣1.14億元；第四週票房累計至新台幣1.22億元；最終全台票房為新台幣1.27億元。

## 獎項紀錄

### 金馬獎
| 年份   | 獲提名                                               | 獎項                         | 結果 |
| ------ | ---------------------------------------------------- | ---------------------------- | ---- |
| 2018年 | 鄭人碩                                               | 第55屆金馬獎最佳男配角       | 提名 |
| 2018年 | 張再興                                               | 第55屆金馬獎最佳新演員       | 提名 |
| 2018年 | <老大借過> 詞 : JV陳政文 曲 : JV陳政文 唱 : JV陳政文 | 第55屆金馬獎最佳原創電影歌曲 | 提名 |

## 外部連結
- 角頭2：王者再起的Facebook專頁
- 開眼電影網上《角頭2：王者再起》的資料（繁體中文）
- 豆瓣电影上《角頭2：王者再起》的資料 （简体中文）
- 时光网上《角頭2：王者再起》的資料（简体中文）
- 台灣電影網上《角頭2：王者再起》的資料（繁體中文）
- 互联网电影数据库（IMDb）上《角頭2：王者再起》的资料（英文）